# 由宇中継局

由宇中継局

由宇中継局（ゆうちゅうけいきょく）は、山口県岩国市由宇町に置かれているテレビ中継局である。

## 概要
- 当中継局は、岩国市由宇町字槇ノ尾の大将軍山に置かれ、岩国中継局や周東中継局などからの電波が届きにくい岩国市（由宇町とその周辺）・柳井市大畠地区の各一部をカバーする。当中継局のエリア詳細図（3ページ）を参照
- 岩国市の沿岸部では広島・愛媛県域局が視聴可能な世帯が多いが、一方で地元放送局が受信困難・不能であったことも少なくなかった。そこで、1990年代前半に当地に補完するための中継局が設けられた。また、デジタル中継局も設置されることとなった。
- 岩国市由宇町字槇ノ尾2299-1

## 送信施設概要

### 地上デジタルテレビ放送
| リモコンキーID | 放送局名        | 物理チャンネル | 空中線電力 | ERP   | 放送対象地域 | 放送区域内世帯数 | 偏波面   | 開局年月日    |
| -------------- | --------------- | -------------- | ---------- | ----- | ------------ | ---------------- | -------- | ------------- |
| 1              | NHK山口総合     | 50ch           | 300mW      | 1.1W  | 山口県       | 約3,100世帯      | 水平偏波 | 2009年6月19日 |
| 2              | NHK山口教育     | 40ch           | 300mW      | 1.1W  | 全国         | 約3,100世帯      | 水平偏波 | 2009年6月19日 |
| 3              | tysテレビ山口   | 41ch           | 300mW      | 1.1W  | 山口県       | 約3,100世帯      | 水平偏波 | 2009年6月19日 |
| 4              | KRY山口放送     | 43ch           | 300mW      | 1.15W | 山口県       | 約3,100世帯      | 水平偏波 | 2009年6月19日 |
| 5              | yab山口朝日放送 | 42ch           | 300mW      | 1.1W  | 山口県       | 約3,100世帯      | 水平偏波 | 2009年6月19日 |

- 2009年5月15日に予備免許交付[1]、5月19日から試験放送開始、6月18日に本免許交付、6月19日に本放送開始。
- yabは、デジタル新局として開局。
- NHK総合・KRY以外は、デジタル岩国局とチャンネルが同一。

### 地上アナログテレビ放送
（ch）は、いわゆる「アナ・アナ変換」実施（2005年1月29日）前のチャンネル。
| 放送局名      | チャンネル     | 空中線電力        | ERP                 | 放送対象地域 | 放送区域内世帯数 | 偏波面   | 開局年月日 | 閉局年月日    |
| ------------- | -------------- | ----------------- | ------------------- | ------------ | ---------------- | -------- | ---------- | ------------- |
| NHK山口総合   | 59ch+          | 映像3W /音声750mW | 映像17.5W /音声4.4W | 山口県       | 不明             | 水平偏波 | 不明       | 2011年7月24日 |
| NHK山口教育   | 49ch- （62ch） | 映像3W /音声750mW | 映像18W /音声4.5W   | 全国         | 不明             | 水平偏波 | 不明       | 2011年7月24日 |
| KRY山口放送   | 47ch- （52ch） | 映像3W /音声750mW | 映像18.5W /音声4.6W | 山口県       | 不明             | 水平偏波 | 不明       | 2011年7月24日 |
| tysテレビ山口 | 56ch-          | 映像3W /音声750mW | 映像18.5W /音声4.6W | 山口県       | 不明             | 水平偏波 | 不明       | 2011年7月24日 |

- NHKの開局は、1974年2月8日
- KRYの開局は、1977年3月28日
- TYSの開局は、1986年9月2日
- yabにはチャンネルが割り当てられていなかった[2]。